# Province de Mompós
1810–1811
1826–1857
Entités précédentes :
- Province de Cartagena
- Province de Cartagena

Entités suivantes :
- Province de Cartagena
- État fédéral de Bolívar

La province de Mompós ou de Mompóx est une ancienne province de la Nouvelle-Grenade. Apparue brièvement lors de l'indépendance du pays, la province est rétablie au sein de la république de Nouvelle-Grenade avant d'être fusionnée avec la province de Carthagène des Indes pour former l'État fédéral de Bolívar le 15 juin 1857.

## Histoire

### L'indépendance
En 1810, Santa Cruz de Mompox et la population de sa juridiction font partie de la province de Carthagène des Indes. Le 14 juin 1810 les nationalistes de Carthagène initient un coup d’État. Le gouverneur est destitué, emprisonné et remplacé par Don Blas de Soria. Le 13 août 1810 est créée la junte suprême sous la présidence de José Maria Garcia de Toledo. Le 4 février 1811, les royalistes tentent une contre-attaque mais échouent.
Santa Cruz de Mompox et la population de sa juridiction se déclare province indépendante (tant de l'Espagne que de Carthagène) le 14 août 1810 à la suite des événements survenus à Bogota et au refus de Carthagène d'accéder aux demandes de la junte gouvernant Mompox (créée le 6 août). Le gouvernement de Carthagène envoie plusieurs commissaires pour discuter de la question, sans succès, et le 31 mai 1811 la capitale de la province mène à Mompox une forte offensive militaire sous le commandement d'Antonio José de Ayos, bataille dans laquelle Carthagène est victorieuse et retrouve sa souveraineté sur Mompox.

### La république de Nouvelle-Grenade
La province est fusionnée avec la province de Carthagène des Indes pour former l'État fédéral de Bolívar le 15 juin 1857.

## Démographie
Selon le recensement de 1851, la province de Mompós compte un total de 30 207 habitants, dont 14 281 hommes et 15 926 femmes. 